# Franz Conrad Albert Ahn
Franz Conrad Albert Ahn (meist Albert Ahn; * 9. Mai 1840 in Aachen; † 29. Juni 1910 in Niederdollendorf bei Königswinter) war ein deutscher Verleger.

## Leben
Franz Ahns Eltern waren der Lehrer Franz Ahn und dessen Ehefrau Josephina Laviolette. Albert Ahn wanderte 1861 nach Brüssel aus. Dort gründete er 1864 mit Joseph Lesimple Ahn’s Verlagshandlung, mit einer Filiale in Leipzig. 1866 zog er mit dem Verlag nach Köln. In jenem Jahr heiratete er in Neuss Gertrud Hesemann. Der Verlag konzentrierte sich vor allem auf die Publikationen von Opern und Schauspielen französischer Herkunft als Übersetzungen. 1894 kam als zusätzlicher Standort Berlin dazu. Albert Ahn lebte weiter meist in Köln.
Ahn starb 1910 im Alter von 70 Jahren. Die Familiengrabstätte befindet sich auf dem Kölner Melaten-Friedhof. Nach seinem Tod übernahm sein Sohn Albert den Verlag.